# Jugoslawische Eishockeyliga 1962/63
Die Saison 1962/63 war die 21. Spielzeit der jugoslawischen Eishockeyliga, der höchsten jugoslawischen Eishockeyspielklasse. Meister wurde zum insgesamt siebten Mal in der Vereinsgeschichte der HK Jesenice.

## Modus
In der Hauptrunde absolvierte jede der acht Mannschaften insgesamt 14 Spiele. Der Erstplatzierte der Hauptrunde wurde Meister. Für einen Sieg erhielt jede Mannschaft zwei Punkte, bei einem Unentschieden gab es einen Punkt und bei einer Niederlage null Punkte.

## Hauptrunde

### Tabelle
|    | Klub                   | Sp | S  | U | N  | Punkte |
| -- | ---------------------- | -- | -- | - | -- | ------ |
| 1. | HK Jesenice            | 14 | 14 | 0 | 0  | 28     |
| 2. | OHK Belgrad            | 14 | 11 | 0 | 3  | 22     |
| 3. | HK Olimpija Ljubljana  | 14 | 10 | 0 | 4  | 20     |
| 4. | HK Roter Stern Belgrad | 14 | 7  | 1 | 6  | 15     |
| 5. | HK Kranjska Gora       | 14 | 6  | 0 | 8  | 12     |
| 6. | HK Partizan Belgrad    | 14 | 5  | 0 | 9  | 10     |
| 7. | HK Spartak Subotica    | 14 | 2  | 1 | 11 | 5      |
| 8. | KHL Medveščak Zagreb   | 14 | 0  | 0 | 14 | 0      |

Sp = Spiele, S = Siege, U = Unentschieden, N = Niederlagen